# Hallopus
Hallopus fou un rèptil prehistòric, classificat per O. C. Marsh l'any 1881 com a dinosaure. De fet probablement era un crocodilià o possiblement un, encara més primitiu, crurotarsi. Es creu que estava emparentat amb Junggarsuchus.